# 봉선화 (드라마)
《봉선화》는 KBS 2TV에서 1984년 7월 28일부터 1984년 12월 30일까지 방영되었던 KBS 2TV 주말 드라마이다.

## 소개
여고 2학년때 부모를 잃은 뒤 동생들과 함께 하루 아침에 고아가 됐던 한 여인이 어린 동생들을 가르치고 결혼까지 성사시키는 역경의 세월을 통해 새로운 가정 윤리를 모색한 작품이다.

## 출연진
- 정영숙
- 김흥기
- 서인석
- 차화연
- 민지환
- 남일우
- 김남영
- 여운계
- 김종결
- 연운경
- 이병철
- 안해숙
- 최선자
- 이현두
- 안문숙
- 김현식
- 전윤찬
- 김인경

## 제작진
- 극본 : 남지연
- 연출 : 고성원
- 기술감독 : 정구언
- 조명감독 : 정철주
- 음향 : 오창석, 이용택, 안혁석
- 조명 : 이승수, 김장현, 이정우
- 무대 디자인 : 강세균
- 장치 : 조국제
- 분장 : 전예출
- 미용 : 조순열
- 소품 : 허표영
- 의상 : 이명종
- 주제가 작곡 : 계동균
- 노래 : 허윤정
- 음악 : 김기갑
- 효과 : 차재완, 김동찬
- 카메라 : 김상진, 김재용, 하창길
- 조연출 : 이응진

## 참고 사항
- 조연출자 이응진 PD가 연출을 맡았던 KBS 2TV 첫사랑 후속으로는 당초 폭풍 속으로가 낙점되었으나[2] 갑작스럽게 내 안의 천사 후속 월화 미니시리즈로 바뀌었는데 이 드라마의 담당 PD(이덕건)[3]는 <봉선화> 담당 연출자 고성원 PD가 그랬던 것[4]처럼 배임수재 혐의로 구속된 전과[5]가 있었다.